# ベルガルド＝シュル＝ヴァルスリーヌ
ベルガルド＝シュル＝ヴァルスリーヌ （Bellegarde-sur-Valserine）は、フランス、オーヴェルニュ＝ローヌ＝アルプ地域圏、アン県のかつて存在したコミューン。

## 地理

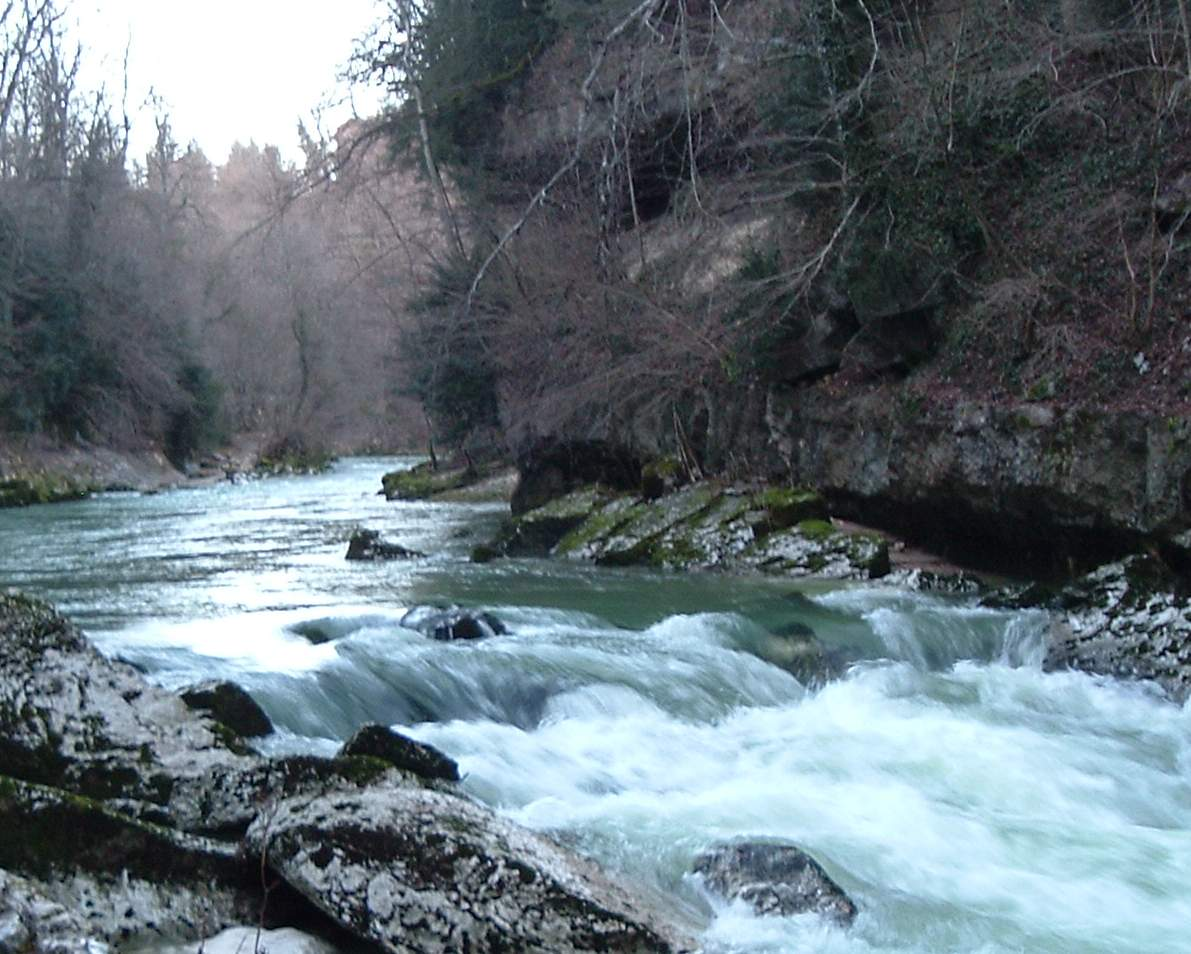
冬のヴァルスリーヌ川

ベルガルドは、ヴァルスリーヌ川がローヌ川に合流する地点にある。
岩の自然は、非常に特殊な形態をした川床をもたらした。かつて水没したことのあるローヌ川と、ヴァルスリーヌ川の消失である。水は地面の下を潜り、川に架かる短い橋を渡ることがいまだ可能である。たとえ19世紀までここが事実上人の住まない土地であったとしても、この特殊性ゆえにこの地が通過地点となっていたのである。川は現在アン県とオート＝サヴォワ県の境界となっている。
ベルガルドは谷の底にあり、西はルトール高原とグラン・クル・ドー山地、東はヴュアシュ山が境界となっている。ローヌ川によって掘られた通り道はこれら2つの山地の間を通る。この通路は、ジェクス地方やレマン湖北部への主要アクセス道となっている。

## 歴史
ベルガルドは、かつてミュシネン（Musinens）の町の集落であった。この土地が無人であったことを、『ガリア戦記』でガイウス・ユリウス・カエサルが述べている。ローヌ川の通路が、ベルガルドに特定の戦略的重要性を与えたのである。往来を困難なものにしていた、川を見下ろしていた岩は1701年に破壊された。
地元の歴史家たちは、ローマ時代からこの通り道は塔で監視され守られていたとする。1948年1月11日、数キロ下流につくられたジェニシア・ダムによって、この通り道は水没した。
19世紀、ベルガルドの村は重要性を持つようになり、ローヌ川の水運を用いて工場が移転してきた。1884年、貯水池とともにルイ・デュモン電気工場が設置された。これによって、ベルガルドはフランス初の電化されたコミューンとなった。町の発展のもうひとつの原動力は、1858年に開通した鉄道のリヨン＝ジュネーヴ間路線であった。1881年からエヴィアン＝レ＝バンへ拡張された。
2019年1月1日、周辺コミューンと合併し、コミューン・ヌーヴェルのヴァルスローヌ（Valserhône）となった。

## 経済
ベルガルド住民や周辺コミューン住民の多くは、給料の高さや仕事に対する熟練に惹きつけられて、ジェクスやスイス（ヴォー州、ジュネーヴ州）で働いている。

## 姉妹都市
- ブレッテン、ドイツ
- サン＝クリストフ、イタリア